# Megapodius bernsteinii
El talégalo de Sula o telégala Sula  (Megapodius bernsteinii) es una especie de ave galliforme de la familia Megapodiidae endémica Indonesia.

## Distribución y hábitat
Se encuentra únicamente en las islas Sula y Banggai. Su hábitat natural son las selvas tropicales y zonas de matorral de estos pequeños archipiélagos cercanos a Célebes.